# Fruchtknoten

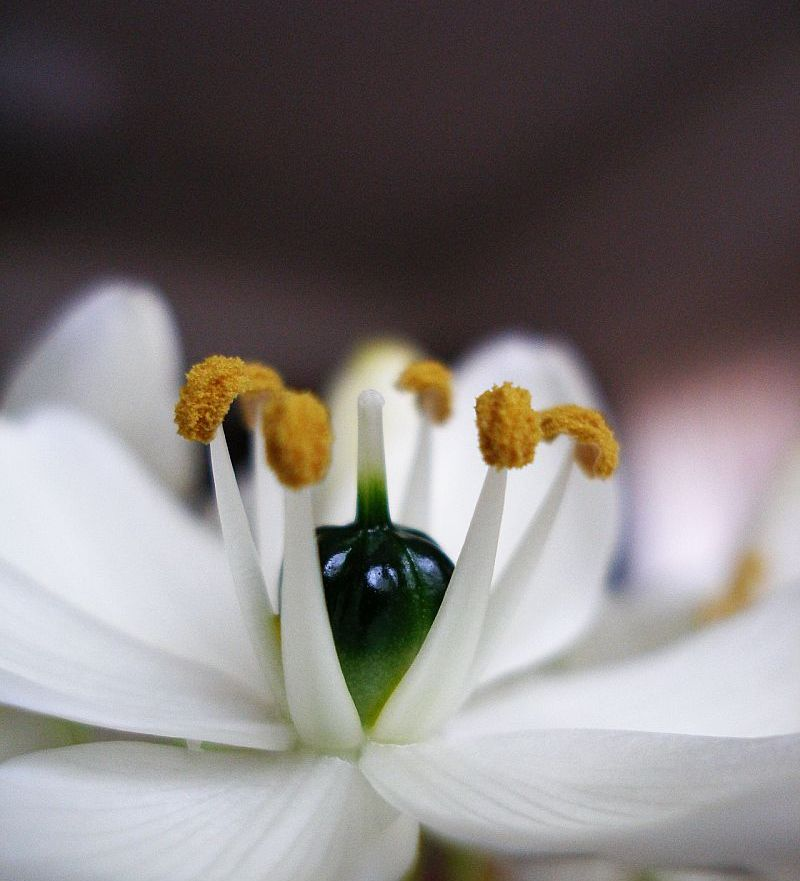
Blüte von Ornithogalum arabicum mit dunkelgrünem und oberständigem Fruchtknoten mit kurzem Griffel

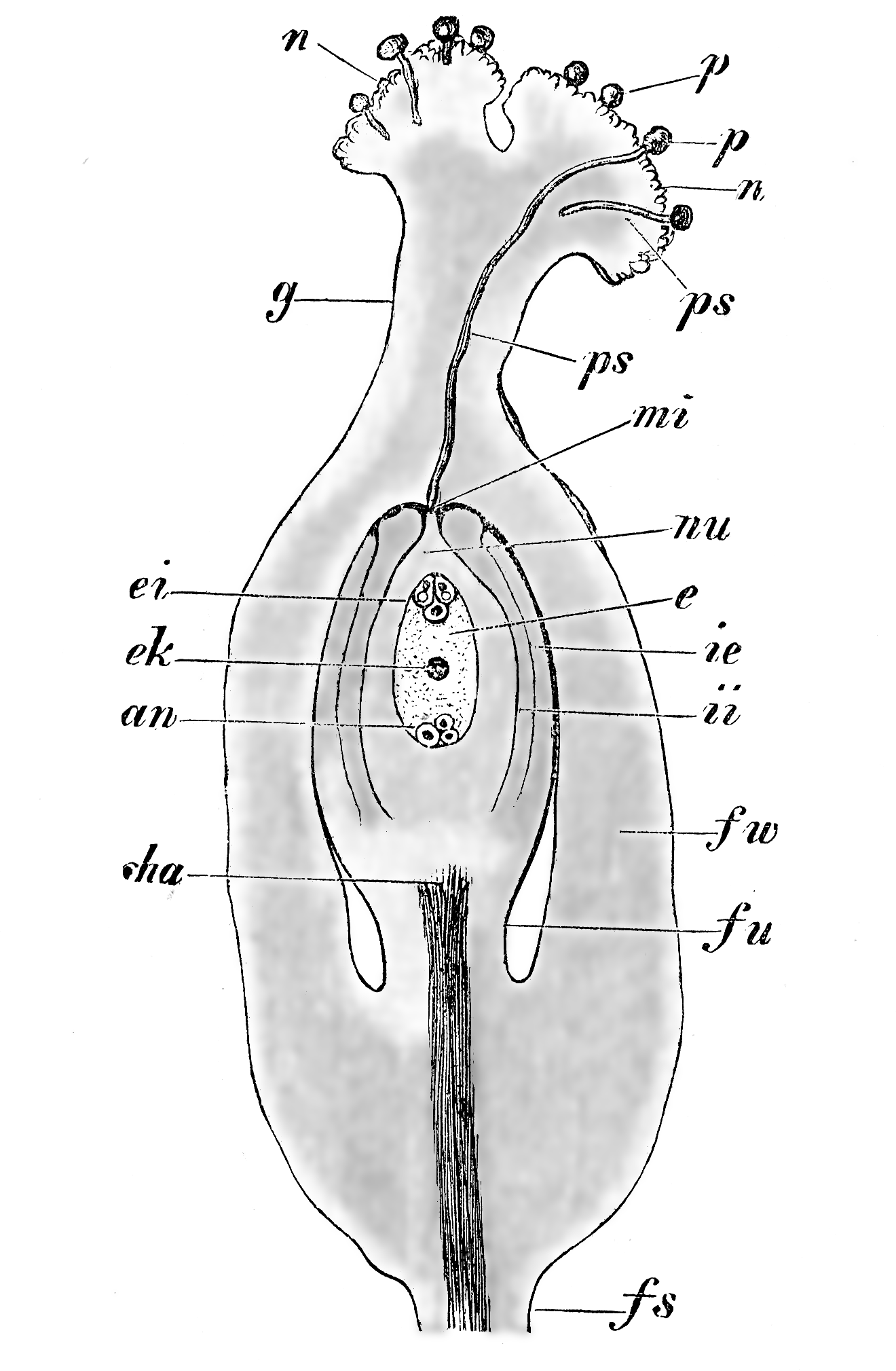
Fruchtknoten von Fallopia convolvulus während der Befruchtung
fs stielartige Basis des Fruchtknotens, fu Funiculus, cha Chalaza, nu Nucellus, mi Mikropyle, ii inneres Integument, ie äußeres Integument, e Embryosack, ek Kern des Embryosacks, ei Eiapparat, an Antipoden, g Griffel, n Narbe, p Pollenkörner, ps Pollenschläuche
(48-fache Vergrößerung)

Schematische Darstellung einer Blüte mit perigyner Blütenhülle (= „mittelständiger“ Fruchtknoten):
1. Kelchförmiger Blütenboden (Receptaculum) der den Blütenbecher oder Hypanthium bildet
2. Kelchblätter (Sepalen)
3. Kronblätter (Petalen)
4. Staubblätter (Stamina)
5. Stempel (Pistill)

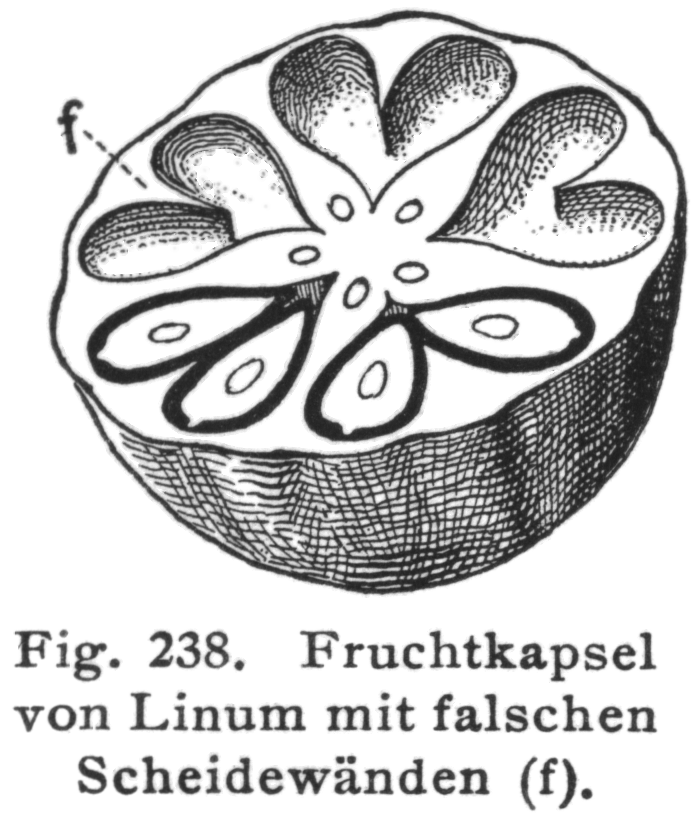
Querschnitt einer Kapselfrucht vom Lein mit echten und falschen Scheidewänden (f). Abbildung 238 aus Hegi, G. (1906), op. cit.

Als Fruchtknoten oder Ovar bezeichnet man in der Botanik den bauchigen Teil des Stempels, einer Einheit eines Gynoeceums, in dem sich die Samenanlage mit den Eizellen befindet. Einen Fruchtknoten gibt es nur bei Bedecktsamern. Nach der Befruchtung der Eizelle durch den generativen Zellkern des Pollenschlauchs entwickelt sich in der Samenanlage des Fruchtknotens der Embryo, der im Samen eingeschlossen ist. Aus der Fruchtknotenwand entwickelt sich oft bei der Reifung der Frucht das Fruchtfleisch, wie zum Beispiel bei der Kirsche.

## Beschreibung
Ein Fruchtknoten besteht aus einem (monomer) (mono- unicarp, uni- einkarpellat) oder aus mehreren (polymer, poly-, multikarpellat) verwachsenen (coenokarpen, verwachsenblättrigen) Fruchtblättern mit freien bzw. verwachsenen Griffeln. Die Stellung der Samenanlagen im Fruchtknoten wird als Plazentation bezeichnet.
Ein Fruchtknoten kann einfächrig, -kammerig, ungekammert (nicht; primär/nur schwach, mäßig; sekundär durch Scheidewände (Septen) gefächert coenokarp und parakarp) sein. Eine Sonderform ist der lysikarpe Fruchtknoten, hier werden die Septen eines coeno-synkarpen Fruchtknoten aufgelöst und es bleibt nur eine freie zentrale Plazentation erhalten.
Als pseudo-monomer werden scheinbar einkarpellige aber mehrkarpellige und coenokarpe Fruchtknoten, Gynoeceen bezeichnet. Sie können durch sekundäre Reduktion von Fruchtblätter entstehen und sie sind oft einkammerig. Bei der Reduktion von Fruchtblättern und Samenanlagen können in coenokarpen Gynoeceen auch sterile Fächer entstehen, und nur die fertilen tragen dann eine oder mehrere Samenanlagen und die anderen sind verkümmert.
Ein Fruchtknoten kann auch gefächert, -kammert sein (coenokarp und synkarp; vollständig unterteilt mit echten Scheidewänden oder auch holo-coenokarp, eu- oder primär-synkarp). Sind die echten Scheidewände der Karpellränder im Zentrum des Fruchtknoten voneinander frei, ist er unvollständig septiert (hemi-, sekundär-synkarp, -coenokarp, -parakap).
In einem Fruchtknoten können abschnittsweise mehr oder weniger gefächerte und/oder ungefächerte Bereiche vorkommen oder es können verschiedene Plazentationen vorhanden sein wie beim Granatapfel. Vielfach sind die Karpelle im basalen Bereich synkarp, weiter distal dagegen parakarp verwachsen, darum wird häufig nicht mehr zwischen coeno-parakarp, -synkarp unterschieden, sondern nur noch alle coenokarpen Fruchtknoten generell als synkarp bezeichnet.
Es können sich sowohl beim monomeren wie beim polymeren Fruchtknoten auch mehr oder weniger ausgebildete falsche Scheidewände; d. h. Wucherung aus der Fläche der Fruchtblätter oder vom Plazentagewebe ausbilden. Es kann sich bei den Fruchtknoten in der Mitte auch eine durchgängige Säule (Columella) bilden.
Es können auch mehrere, untereinander unverwachsene, freiblättrige Fruchtblätter gleichzeitig vorhanden sein (apokarp auch eu-apokarp oder chorikarp).
Auch können mehrere teils verwachsene Fruchtknoten gleichzeitig vorhanden sein. Möglich ist, dass angrenzende Fruchtblätter nur teilweise, knapp verwachsen sind mit freien Griffeln (hemi-apocarpous, semicarpous) oder durch den Blütenboden verbunden sind (pseudo-coenokarp). Es können selten auch zwei oder mehrere Fruchtknoten von verschiedenen Blüten ganz oder teilweise zu einem Syngynium (pseudo-monomer) verwachsen sein, wie bei den Heckenkirschen oder Batis.

r Receptaculum, s Kelch, p Krone,
a Androeceum, g Stempel
I. oberständig, II. halbunterständig, III. unterständig

Es können Septalnektarien, Scheidewandnektarien; eingesenkte Nektarien an den Berührungsflächen benachbarter Fruchtblätter mit einem Ausführungsgang nach außen, ausgebildet werden. Auch können außen am Fruchtknoten Nektarien vorhanden sein. Am Griffelpolster können ebenfalls Nektarien vorkommen. Narbensekrete können auch eine Nektarfunktion übernehmen.

## Stellung
Man unterscheidet je nach Lage des Fruchtknotens und Ausformung im Blütenboden verschiedene Formen:
- Der oberständige Fruchtknoten (hypogyne Blüte) steht auf einem oben abgeflachten Blütenboden oder seltener am Rand, Mund eines becherförmigen Blütenbodens, und die Kelch-, Kron- und Staubblätter setzen unterhalb des Fruchtknotens an. Der Blütenboden kann auch mit einem Internodium ausgebildet sein, welches den Fruchtknoten anhebt; gynophor, androgynophor und blütentragend (anthophor).
- Beim halbunterständigen (halboberständigen) Fruchtknoten (epihypogyne, half-, hemi-epigyne, perigyne Blüte) ist dieser in seiner unteren Hälfte mit dem relativ kurzen Blütenbecher (Hypanthium) verwachsen, in der oberen dagegen frei. Die übrigen Blütenteile entspringen in der Mitte des Fruchtknotens, am Rand des Hypanthiums.
- Der mittelständige Fruchtknoten (perigyne Blüte) steht frei, meist an der Basis oder seltener an den Wänden eines becherförmigen Blütenbodens (Blütenbecher, Hypanthium) ohne mit diesem zu verwachsen. Die übrigen Blütenteile entspringen dem Rande des Hypanthiums, welches den Fruchtknoten umgibt. Wobei diese Form manchmal auch als oberständig stehend betrachtet wird.
- Der unterständige Fruchtknoten (epigyne Blüte) ist in den Blütenboden (Hypanthium) eingesenkt und mit ihm verwachsen (gynoeceales Hypanthium) und die übrigen Blütenteile setzen oberhalb des Fruchtknotens an. Er kann aber auch unterhalb des Hypanthiums verwachsen sein (epiperigyne Blüte); gynoeceales und perigynes Hypanthium, wie bei den Kürbisgewächsen oder den Opuntien. Oder es kann oberhalb des unterständigen Fruchtknotens ein stark verlängertes Hypanthium ansetzen, wie bei den Nachtkerzen (Oenothera), dann nennt man dies auch hypanepigyn.[9][10]
- Es ist auch eine Mischung aus mittel- und halbunterständigem Fruchtknoten (epihypoperigyne Blüte) möglich.[11] Hier ist der mit dem Blütenboden (Blütenbecher, Hypanthium) halb verwachsene, halbunterständige Fruchtknoten oberhalb der Mitte mit einem freien Hypanthium, die übrigen Blütenteile entspringen dem Rande des Hypanthiums.

## Spezielle Formen
Ein gestielter Fruchtknoten (stipitate) ist nicht das Gleiche wie ein gyno-, androgyno- oder anthophorer, hier bildet ein verengter Basalteil des Fruchtknotens einen kleineren Stiel oder ein Podium. Dieser Fruchtknotenstiel wird Stempelfuß oder Podogynium, Gynopodium genannt. Ist der Fuß oder der Stiel scheibenförmig nennt man das eine Gynobasis (Stempelpolster, -boden), diese kann einem Nektar ausscheidendem Diskus entsprechen. Unterschiedlich ist auch der Karpophor, der Fruchthalter, der vom Fruchtknoten und/oder vom Blütenboden abstammt.

Unterschied zwischen gynophorem und gestieltem Fruchtknoten (Karpophor und Stempelfuß)

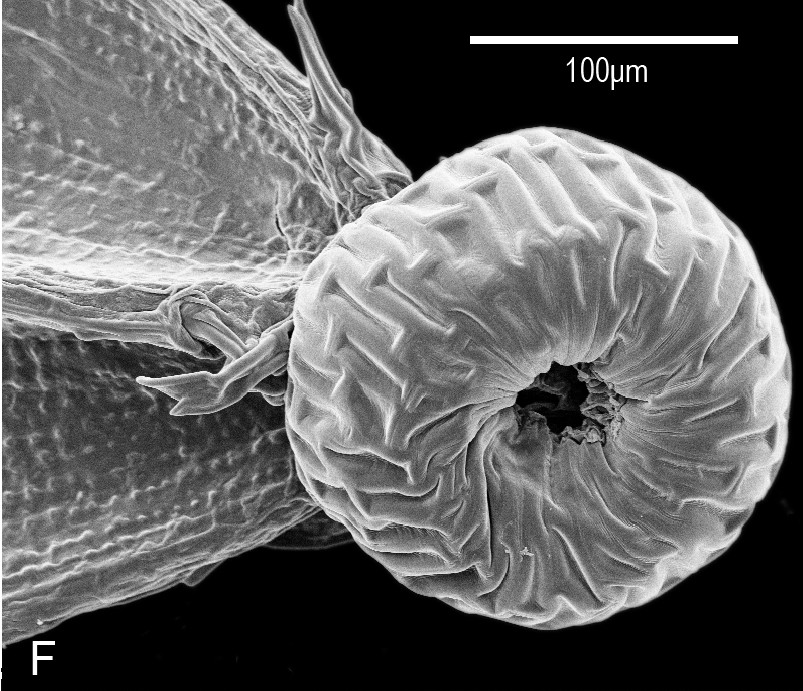
Achäne von Zyzyura mayana mit scheibenförmigem Karpopodium

Möglich ist auch ein Karpopodium, dies ist eine verschieden ausgeformte, mehr oder weniger harte „Struktur“ (Kallus, Podocarp) unterhalb des Fruchtknotens der Korbblütler. Die basale Abrisszone, der Ankerpunkt der Frucht (Achäne). Diese Struktur ist aber als andersartig anzusehen.
Das Receptaculum wächst auch mit einem Internodium gynophor, androgynophor und blütentragend (anthophor). Eine spezielle Form ist die Ausformung des Blütenbodens als Staubblattträger (androphor), hier sitzen die Staubblätter oben und die Kelch- und Kronblätter unten am Hypanthium. Der Fruchtknoten kann hier verschieden angeordnet sein. Eine spezielle Form bildet das Staminophor welches bei den Eukalypten und den Myrtengewächsen vorkommt, hier ist ein spezielles Gewebeband auf dem Hypanthium ausgebildet, welches als Staubblattträger fungiert.

Gynophor
Androgynophor
Anthophor
Androphor
Frei im umgebenden oder unterständig und unterhalb des Hypanthiums